# حجاب الحب (فلم)
حجاب الحب فيلم مغربي من إنتاج سنة 2009 للمخرج عزيز السالمي ومن بطولة يونس ميكري، حياة بلحلوفي، هدى صدقي وعدة فنانين مغاربة. هذا الفيلم خلق ضجة واسعة بتطرقه لموضوع شائك حول امرأة محتجبة وعلاقتها الغير شرعية بأحد الرجال وهي من المواضيع التي لطالما اعتبرت من المحرمات في المجتمع المغربي. الفيلم كلف إنتاجه مبلغ مليوني درهم مغربي.

## القصة
يتحدث الفيلم عن بتول (28 عاما) وهي فتاة متعلمة وجميلة «حياة بلحلوفي ممثلة فرنسية من أصل جزائري»، تقع في غرام حمزة «الممثل المغربي يونس ميكري»، فيعيشان قصة حب جارفة لم يكتب لها النجاح وتنتهي بالفراق.
لكن البطلة التي تضع حجابا تحمل من صديقها ويرفض الزواج منها لاعتقاده أن الطفل وسيلة للضغط عليه من أجل الزواج منها، فتقرر تربية طفلها متحدية المجتمع وأعرافه.

## ردود الفعل
ثار عدد من النقاد بخاصة الإسلاميين على السالمي بعد عرض فيلمه«حجاب الحب» الذي اعتبر أول فيلم مغربي يتناول ظاهرة الحجاب، وطالبوا بمنعه معتبرين المخرج وظف الحجاب بطريقة تسيء إلى الإسلام.

## روابط خارجية
- مقالات تستعمل روابط فنية بلا صلة مع ويكي بيانات